# Tito Alcedo
Tito Alcedo (Barbate, Cádiz, 23 de septiembre de 1958) es un guitarrista español de jazz y flamenco.

## Historial
Dotado de un talento musical excepcional y unas ansias de "aprender" fuera de lo común, su formación fue enteramente autodidacta y le llevó desde niño a buscar toda la "buena música" que pudiera asimilar. Multitud de grupos de rock y pop le ayudaron a desarrollar sus habilidades pero entre todos ellos destacan (aún hoy) The Beatles. Tito piensa que  esa amplitud de estilos le ha proporcionado una "educación" como músico y guitarrista particularmente rica, lo cual le ha permitido evolucionar, y no solo técnicamente, a través de una gran variedad interpretativa en su carrera como músico profesional; carrera que inició a los 15 años con grupos locales de rock-pop (Humo Negro, Trafalgar, Mantra), siempre como guitarra solista.  
Una vez superada su etapa de rock-pop a principios de los '80 descubre a Django Reinhardt y su concepto musical. La genialidad del maestro gitano le cambió, de nuevo, su perspectiva convirtiéndose en un estudioso del belga-francés y del "jazz manouche" o "gipsy swing", como Django llamó a su estilo interpretativo. Viajó a París en busca de su guitarra "Favino" y tuvo la oportunidad de tocar junto a Rafaël Faÿs, el máximo exponente francés de este estilo por aquel entonces. Más tarde tendría también la ocasión de conocer y tocar junto a otro de los grandes seguidores de Django, Biréli Lagrène.
Al poco tiempo, su dominio técnico y brillantez le convierten en el más destacado guitarrista de jazz de España y prueba de ello son los cinco programas que, entre 1986 y 1988, le dedicó el espacio de RTVE “Jazz entre amigos”, dos de ellos monográficos y dedicados exclusivamente a su carrera. Le fue otorgado el Premio al Mejor Solista, junto a Carles Benavent y Jorge Pardo, en el certamen realizado por dicho programa de RTVE en 1986. 
Fiel a la música de Django, y junto al guitarrista Fernando Bellver, ofreció conciertos en los que dio muestras del estilo del genial guitarrista gitano franco-belga. 
Ha realizado varias tournes por Europa, en distintas formaciones con músicos como Nono García, o el grupo francés “Rumeur Iberique”.
Ha encabezado cartel en festivales de jazz tales como los de Cádiz (1982 y 1988), Mallorca (1985) con Joan Bibiloni y Larry Coryell, Córdoba (1985 y 1988) con Chano Domínguez y Philippe Catherine, Zaragoza, Gante y Brujas (Bélgica) (1987) Oviedo (1988) y en Las Cabezas de San Juan (1994) con sus propios grupos. 
Participa en el disco “Palabra de Guitarra Latina”, ofreciendo una versión guitarrística genial del popular pasodoble "Suspiros de España". El disco, producido por el músico mallorquín Joan Bibiloni en 1997, le permitió compartir espacio con guitarristas como Tomatito, Larry Coryell, Biréli Lagrène, Raimundo Amador, Luis Salinas, etc. 
Durante algunos años, acompaña al cantautor Javier Ruibal. Ha participado en la grabación de los últimos CD del músico portuense, “Contrabando” y "Las Damas Primero", los cuales han promocionado por España, Marruecos, Suiza, Cuba, Argentina, Bélgica, Francia, Inglaterra, Estados Unidos, Portugal, Yugoslavia, Rusia, Alemania, Argelia, Israel, Japón y Polonia. 
Ha colaborado con la guitarra, mandola y laúd árabe en grabaciones de: El Barrio, Chano Domínguez, Kiko Veneno, Marina Heredia, Pastora Soler, Pablo Carbonell, Carmen París, Ana Salazar, Maíta Vende Cá, etc.
Paco de Lucía y Camarón, por los que siente auténtica devoción, le marcaron su iniciación al flamenco de tal manera que se entregó enteramente al estudio de la técnica guitarrística flamenca, enriqueciéndola enormemente con su amplísimo bagaje musical tan ecléctico, lo cual le proporciona una posición única dentro de la interpretación flamenca y una formación guitarrística excepcional. Como él mismo suele decir, ha tenido la "suerte" de contar con los conocimientos de un guitarrista de jazz, pop, rock, clásico, etc., y al mismo tiempo aplicar esos conocimientos técnicos al flamenco. Y viceversa.
Actualmente forma dúo con un gran guitarrista flamenco, el algecireño José Mª Bandera, ofreciendo conciertos por Andalucía y toda la geografía española. El 24 de mayo de 2014 participa en el Homenaje a Paco de Lucía que se celebra en Cancún (México), lugar de residencia del Maestro en sus últimos años.
Ha intervenido en la grabación de la banda sonora de varias películas: “La gran vida”, “Sin vergüenza”, “Croasán” y “La mala educación” de Pedro Almodóvar. En 2004, fue invitado a tocar con la Orquesta Sinfónica de Polonia obras de Alberto Iglesias, en la ciudad de Poznan (Polonia)

## Estilo
Su técnica instrumental se puede calificar de virtuosa y su capacidad de interpretación es prácticamente ilimitada ya que puede ejecutar piezas del más variado estilo, desde rock o pop hasta jazz o flamenco, pasando por los clásicos. 

## Discografía
Tiene publicados como autor principal tres discos:
- Memorias (1983) Junto a Chano Domínguez
- Agüita Salá (2008)
- Janda (2011)

En 1989 salió al mercado su primer L.P. titulado “MEMORIAS” en el cual compartía protagonismo con el pianista gaditano Chano Domínguez. 
En mayo de 2001, salió al mercado su CD “ Agüita Salá ” en Europa y, en el que se ha rodeado de músicos como: Antonio Serrano, José Mª Bandera, Diego Amador, José Antonio Galicia, Alfonso Gamaza, Javier Ruibal, Lolo “Pájaro”, Eva Durán, Jesús Lavilla y Juan Gómez. 
En 2011 publica un nuevo trabajo "Janda", donde rinde homenaje a su Barbate natal.

## Músicos con los que ha colaborado
La lista de músicos con los que ha tocado el músico de Barbate es muy larga, entre los que destacan:
- Javier Ruibal (voz, guitarra española)
- Chano Domínguez (piano)
- Alfonso Gamaza (bajo) †
- Joan Bibiloni  (guitarras)
- Tomatito (guitarra española)
- Larry Coryell (guitarra acústica)
- Raimundo Amador (guitarra española)
- Ramón González (batería)
- Munir Hossn (bajo)
- Piero Lasorsa (saxo)
- Jesús Lavilla (piano, teclados)
- Federico Lechner (piano)
- Guillermo McGill (batería)
- Victor Merlo (bajo)
- Gerardo Núñez Díaz (guitarra)
- Jorge Pardo (saxos y flauta)
- Raúl Rodríguez (tres cubano)
- Javi Ruibal (percusión)
- David Thomas (bajo)
- Antonio Toledo (guitarra acústica, española)
- Nono García (guitarra española)
- Pepe Torres (teclados)
- Andreas Prittwitz (saxo)
- Iñaki Salvador (piano)
- John Parsons (guitarra eléctrica)
- Antonio Gómez (guitarra acústica)
- José Recacha  (guitarra acústica y eléctrica)
- Daniel Escortell (Bajo)